# Quadri delle facoltà
I Quadri delle facoltà sono una serie di dipinti realizzati dal pittore viennese Gustav Klimt fra il 1899 e il 1907 per il soffitto dell'Aula Magna dell'Università di Vienna.

## La storia
Nel 1894 il Ministero per l'istruzione austriaco incaricò Gustav Klimt e Franz Matsch di realizzare una serie di allegorie per il soffitto dell'Aula Magna dell'Università di Vienna eretta lungo la Ringstraße.
Il tema scelto per il progetto era La vittoria della luce sulle tenebre e il lavoro era così suddiviso: 
- Klimt avrebbe realizzato tre dei quattro pannelli: la Filosofia, la Medicina e la Giurisprudenza
- Matsch avrebbe curato la realizzazione dell'ultimo pannello, la Teologia, e della scena centrale, nella quale doveva essere celebrato il tema focale del progetto.

La volontà e lo scopo dei committenti era la glorificazione delle scienze razionali e dei loro effetti positivi in ambito sociale, ma Klimt si rifiutò apertamente di fornire una visione razionale del mondo.
Probabilmente fu proprio questo il motivo dello scandalo che colpì l'ancora incompiuta Filosofia, il primo dei tre pannelli per l'Università di Vienna, durante la sua esposizione alla settima mostra della Secessione nella primavera del 1900.
L'opera realizzata si distanziava dalle aspettative dei committenti e fu giudicata sconveniente e offensiva; pareva che il tema fosse stato ribaltato e Klimt avesse realizzato «la vittoria delle tenebre sopra ogni cosa».
Gustav Klimt, influenzato anche dalla lettura di Arthur Schopenhauer e Friedrich Nietzsche, aveva cercato di dare una propria interpretazione all'enigma dell'esistenza umana.
In queste opere Klimt aveva affrontato tematiche tabù come la malattia, la vecchiaia e la povertà in tutta la loro crudezza e il loro orrore, non lasciando spazio all'idealizzazione della realtà imposta fino a questo momento dalla morale comune.
Le aspre critiche suscitate portarono, il 24 marzo dello stesso anno, ottantasei rappresentanti dell'Università, tra i quali lo stesso rettore Wilhelm Neumann, a inviare una petizione al ministro dell'Istruzione con la quale manifestarono la loro opposizione alla collocazione del dipinto nell'aula magna dell'Università.
L'opposizione, capeggiata dal filosofo Friedrich Jodl, incentrò le proprie critiche principalmente sul piano estetico: affermò di non osteggiare la nudità o la libertà di espressione artistica, bensì la bruttezza.
A queste dichiarazioni rispose lo storico dell'arte Franz Wickhoff con la conferenza Che cos'è il brutto?, da lui tenuta il 9 maggio 1900 presso la società filosofica dell'Università.
Contemporaneamente Hermann Bahr curò l'organizzazione di una manifestazione in favore di Klimt e del suo operato.
Nonostante lo scandalo, il ministro dell'istruzione Wilhelm von Hartel decise di ignorare le insistenti richieste di sollevare Klimt dall'incarico; l'artista poté dunque continuare a lavorare alle due allegorie rimaste.
In aiuto di Klimt sopraggiunse, inaspettatamente, anche l'Esposizione Universale di Parigi, la quale premiò il quadro con la medaglia d'oro alla migliore opera straniera.
Il 15 marzo del 1901, la Medicina venne mostrata in anteprima alla X esposizione della Secessione.
Anche in questo caso l'opera comportò numerose e violente polemiche, le quali interessarono vari ambiti:
- L'autorevole rivista Medizinische Wochenschrift lamentò che nell'opera dell'artista non erano state trattate le due proprietà fondamentali della medicina: la prevenzione e la guarigione
- La morale pubblica s'indignò invece per gli svariati nudi, in modo particolare per quello rappresentante la donna incinta e per quello in piedi sulla sinistra che mostra disinibitamente il ventre allo spettatore.

Il ministro von Hartel rifiuterà nuovamente la revoca della commissione delle opere a Klimt, ma al tempo stesso non si esporrà più personalmente come difensore di questa causa.
L'opposizione richiese il sequestro dei bozzetti preparatori dell'opera apparsi sulla rivista Ver Sacrum, con il conseguente ritiro e distruzione di tutte le copie della rivista.
Il tribunale di Vienna respinse la richiesta poiché Ver Sacrum, rivista dell'Unione dei pittori austriaci di carattere tecnico, era destinato principalmente agli artisti stessi: per questo gli schizzi non potevano essere considerati scandalosi e, di conseguenza, impubblicabili.
L'unica figura a schierarsi apertamente dalla parte di Klimt era nuovamente Hermann Bahr. Egli asseriva che la comprensione di un'opera d'arte è un privilegio riservato a pochi eletti dotati di una spiccata sensibilità estetica.
Gustav Klimt, dal canto suo, dimostrò una decisa indifferenza nei confronti di tutte queste polemiche e decise di rispondere ai suoi oppositori con la pittura. Isolò in due opere distinte (Pesci d'oro, 1901-1902; Speranza I, 1903) i due elementi femminili della Medicina che più di tutti erano stati oggetto di scandalo, accentuandone il carattere sensuale.
L'ostilità generale nei confronti dell'artista si manifestò anche nel rifiuto della nomina dell'artista a professore dell'Accademia di belle arti.
Friedrich Jodl, che aveva appena ottenuto la cattedra di Estetica, riaffermò l'importanza del passato come esempio, sia per gli artisti che per i critici, e rigettò la libertà espressa dagli artisti moderni.
Il vero scandalo fu però causato dall'ultimo pannello, la Giurisprudenza, il quale diventò un mezzo per denunciare il sentimento di indignazione maturato da Klimt in seguito alle violente proteste e alla denigrazione pubblica. Questa, non a caso, fu l'ultima commessa statale da lui ricoperta.
Senza sorpresa, la reazione dell'opinione pubblica di fronte a quest'ultima opera fu durissima.
Karl Kraus, che aveva già criticato l'artista in passato, affermerà che per Klimt 
Le polemiche furono talmente aspre che, nel 1904, Klimt fu sconsigliato di presentare la sua Giurisprudenza all'esposizione mondiale di St. Louis.
L'attività di ritrattista, finanziariamente remunerativa, permise a Klimt di non piegarsi alle richieste del ministero. L'11 novembre 1903 la commissione artistica del ministero dell'istruzione esaminò i progetti per i pannelli dell'Aula Magna dell'Università. Quelli di Klimt furono ben accetti, a differenza di quelli di Matsch. Tuttavia, fu proposto di non esporli nella Sala Grande, ma nella Österreichische Galerie. Klimt rifiutò la proposta, e il 3 aprile 1905 scrisse al suddetto ministero: profondamente deluso, rinunciò all'incarico delle allegorie e manifestò l'intenzione di ricomprare dallo Stato austriaco le sue stesse opere.
Klimt dichiarò: 
Grazie all'aiuto di August Lederer e Karl Wittgenstein, suoi ricchi committenti e sostenitori, Klimt riuscì a restituire l'onorario che gli stato anticipatamente versato.
Lederer diventò proprietario della Filosofia, opera che destinò ad un'apposita stanza nel suo appartamento; a Wittgenstein spettarono le altre due allegorie.
Queste opere, trasferite nel castello di Immendorf durante la Seconda Guerra Mondiale, sono andate distrutte a causa di un incendio appiccato dalle truppe tedesche in ritirata; soltanto di Medicina è rimasta una riproduzione fotografica a colori.

## Le opere

### Filosofia
Filosofia è il primo dipinto della serie per l'Università di Vienna.
È un olio su tela (430x300 cm), realizzato fra il 1899 e il 1907 e andato distrutto nel 1945 nell'incendio del castello di Immendorf.
In quest'opera Klimt presenta la rappresentazione come se gli spettatori fossero a teatro e stessero osservando la scena dal parterre, in pratica il tipico theatrum mundi della tradizione barocca.
Nonostante la concezione originale del theatrum mundi prevedesse una suddivisione in settori distinti riservati al cielo, alla terra e all'inferno, con Klimt questa caratteristica viene a mancare. La terra sembra amalgamarsi con le altre due sfere, non esiste più frammentazione.
Nella metà sinistra del quadro è situata una colonna di corpi nudi galleggianti nel vuoto cosmico. I corpi sono rappresentati nelle età più varie del ciclo della vita (dall'infanzia alla vecchiaia) e caratterizzati dai sentimenti più disparati (dall'amore della madre per il figlio alla disperazione della vecchiaia).
Nella metà destra dell'opera, accanto a questa catena di corpi, emerge dall'oscurità una maestosa Sfinge posta su uno sfondo stellato rappresentate l'enigma del mondo.
La Sfinge, rappresentata con contorni sfocati, è completamente cieca e insensibile nei confronti del dramma che si sta svolgendo davanti ai suoi occhi e, proprio con questa indifferenza, sembra escludere completamente la possibilità di una conoscenza delle cose.
L'unico bagliore di speranza è affidato a un volto femminile collocato nel bordo inferiore della tela. Qui è posta una figura misteriosa e radiante di luce, avvolta come da una veste da una folta chioma di capelli neri: la Sapienza.
Questa figura sembra guardare verso lo spettacolo cosmico, per interpretarlo.
Quello che più sconcertava in questa rappresentazione era che il destino del genere umano sembrava dominato da potenze misteriose completamente prive di razionalità, su cui con fatica il sapere umano cercava risposte.
Gustav Klimt rappresentò l'ambiguità cosmica e la sfiducia nella concezione positivista del mondo attraverso il dissolvimento dei contorni; proprio per questo fu accusato di presentare «idee confuse in forme confuse».

### Medicina
La Medicina è il secondo dipinto della serie per l'Università di Vienna.
È un olio su tela (430x300 cm), realizzato fra il 1901 e il 1907 e andato distrutto nel 1945 nell'incendio del castello di Immendorf.
Nell'opera è celebrato l'«eterno ritorno al sempre uguale», concetto basilare dell'opera Così parlò Zarathustra di Friedrich Nietzsche.
In quest'opera Klimt racconta il succedersi di tutti gli eventi dell'esistenza umana, dalla creazione alla dissoluzione della vita stessa, con l'intreccio di corpi attraverso i quali vengono rappresentati tutti gli stadi della vita.
L'ammasso di corpi, galleggiante nello spazio sidereo, contiene la Morte, oscura figura di scheletro con velo nero, posizionata in mezzo allo stesso.
Sulla sinistra, una figura femminile si stacca dalla colonna a rappresentazione di una momentanea estasi e liberazione dal dolore; l'unico collegamento tra questa e il grappolo di corpi retrostante è dato dalle braccia della donna, distese all'indietro, e dal braccio possente di una figura maschile rappresentata di spalle allo spettatore.
In primo piano troviamo la dea della Salute Igea, con in capo una ghirlanda stilizzata, vestita di rosso e oro, imperiosa personificazione della medicina, che volge le spalle alla tragedia dell'umanità, con in mano un serpente e una coppa vitrea, dove si abbevera il serpente d'oro. La dea appare ieraticamente concentrata sull'operazione e completamente indifferente alle sofferenze a cui gli uomini sono sottoposti.
A differenziare maggiormente il secondo pannello dal primo sono i colori.
Entrambe le tele sono andate perse nell'incendio del castello di Immendorf e ne possediamo soltanto una riproduzione fotografica in bianco e nero (a parte un dettaglio a colori della figura di Igea), ma Ludwig Hevesi racconta che in Filosofia prevalevano le tonalità fredde dei verdi e dei blu, in Medicina i colori spaziavano dal rosa al porpora.
L'opera fu aspramente criticata poiché nella rappresentazione Klimt non celebra i progressi e il potere curativo della medicina, bensì l'insufficienza della stessa di fronte all'inevitabile trapassare dalla vita alla morte.
Oltre a questo non passarono inosservate anche le due scene di nudo, in particolare la donna incinta in alto a destra, che esibisce l'imponente ventre, e l'isolata figura sulla sinistra, che protende verso l'osservatore il pube e il seno. Queste due figure furono, più delle altre, accusate di indecenza e pornografia.

#### Igea

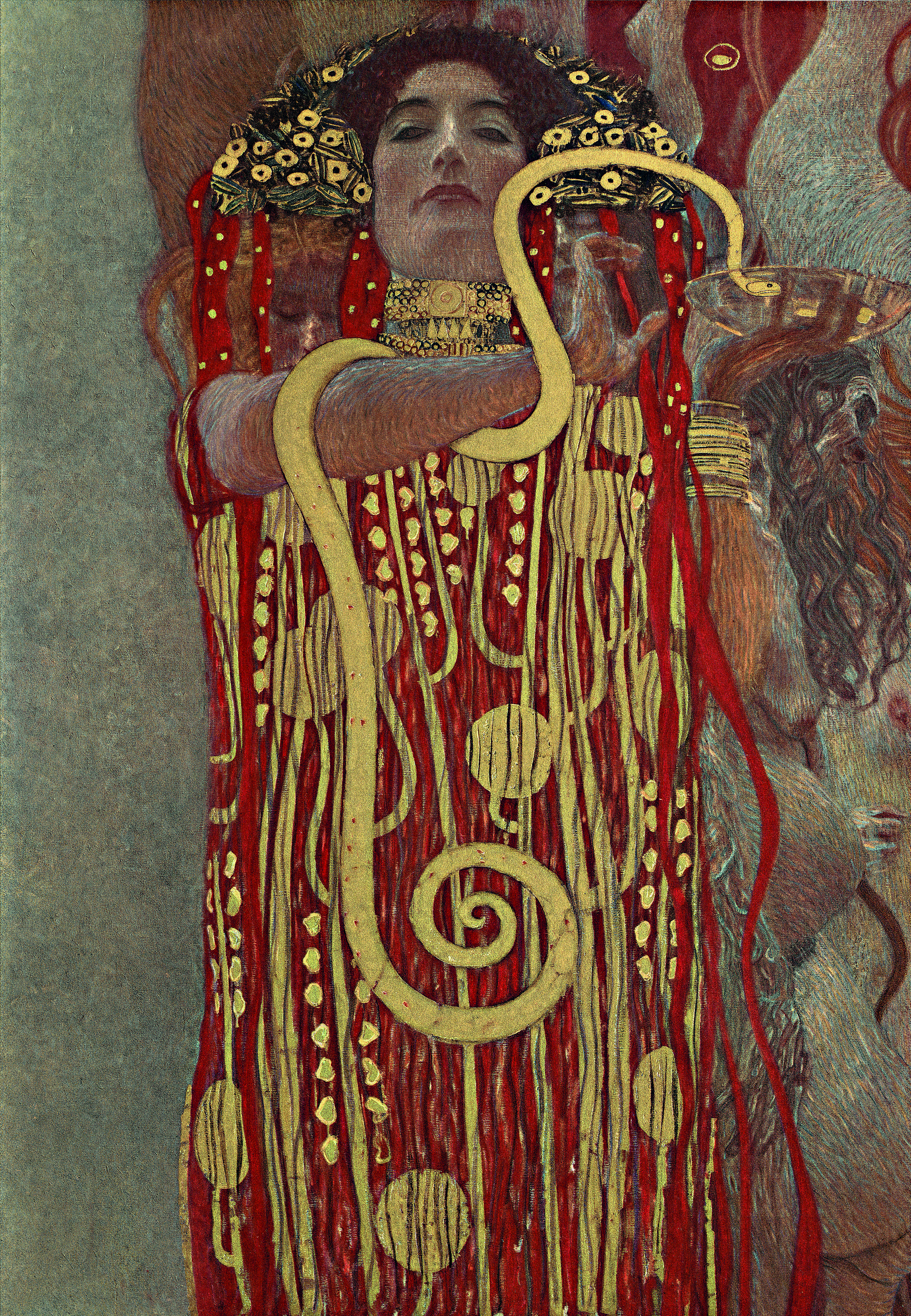
Particolare a colori di Igea, Medicina

In primo piano, rappresentata secondo una vecchia tradizione iconografica, abbigliata di una splendida veste rossa sangue ulteriormente abbellita da decori dorati, si erge Igea.
La maestosa figura da cui la dea è rappresentata potrebbe richiamare alla memoria il soggetto ritratto da Klimt nel 1898, l'autorevole Sonja Knipps.
Igea, dea della salute, è figlia del primo medico della storia, Esculapio. La dea viene rappresentata con la mano sinistra reggente la coppa dell'acqua del Lete (fiume dell'oblio) e con un serpente dorato attorcigliato attorno al braccio destro. Il serpente ha lo scopo di raffigurare la vita che si rigenera, dal momento che, bevendo l'acqua obliante del Lete, può rigenerarsi a nuova vita, simboleggiata dalla nuova pelle dorata che assume. Al tempo stesso l'operazione può anche raffigurare l'estrazione a scopi medicinali del veleno dal serpente, che viene raccolto nella coppa. Il veleno raccolto diviene pharmakon, cioè da veleno diviene medicina.
Igea opera come sacerdotessa il rito sacro col serpente e fissa il proprio sguardo sullo spettatore per fargli prendere coscienza della grandezza della medicina, che tuttavia non incide sull'inconmensurabile tragedia e debolezza del genere umano alle sue spalle. La dea offre al serpente la coppa della vita, suggellandone così il passaggio da morte a vita, grazie all' arte della medicina, ma fa capire anche che rispetto alla tragedia complessiva dell'esistenza umana, dominata dal dolore e dalla morte, la medicina può poco o nulla.

### Giurisprudenza
Giurisprudenza è il terzo dipinto della serie per l'Università di Vienna.
È un olio su tela (430x300 cm), realizzato fra il 1903 e il 1907 e andato distrutto nel 1945 nell'incendio del castello di Immendorf.
In questo quadro viene meno il nulla cosmico che aveva caratterizzato i due pannelli suoi predecessori, differenza fondamentale a livello stilistico che segna l'inizio del cosiddetto "periodo d'oro" di Klimt.
In questo nuovo periodo la pittura si fa più ricca, probabilmente anche per merito dei due viaggi compiuti a Ravenna, città in cui aveva potuto ammirare la bidimensionalità e la ricchezza dei mosaici bizantini dai quali aveva tratto ispirazione.
L'opera è divisa in due parti:
- Nella parte superiore troviamo le tre classiche componenti della Giustizia, in ordine la Verità che però è seminuda,  quindi non completamente rivelata, la Giustizia, fredda figura vestita con una veste a rombi d'oro, raffigurata nell'atto di brandire la tradizionale spada lunga delle esecuzioni, e la Legge ammantata in un peplo, con in mano il codice. Queste dee, incastonate in una decorazione astratta, sono poste in alto, in una realtà lontana e immateriale, completamente indifferenti al destino dell'uomo accusato. Alle loro spalle un massiccio muro di pietra chiude completamente la scena, simbolo che alla loro sentenza non si può scappare. Sotto le tre componenti della giustizia sono collocate delle teste mozzate, terribile monito sugli effetti dell'applicazione della Giustizia.
- Nella parte sottostante si svolge il vero fulcro della rappresentazione: la punizione. In primo piano troviamo un vecchio condannato, completamente abbattuto, nudo e indifeso, più vittima che criminale, circondato dall'oscurità, da cui emergono le Erinni e avviluppato da un enorme viscido polpo. Le tre Erinni sono i simboli arcaici dell'angoscia, del rimorso e della vendetta, qui presenti in qualità di «esecutrici ufficiali»[11] della pena.

In quest'opera assistiamo a un'importante denuncia sociale: la giustizia non viene raffigurata come una gloriosa istituzione al servizio della società, bensì come una forza astratta, punitrice e vendicativa, con effetti quasi peggiori del reato che l'ha originata.
Non è dato sapere quale sia la grave colpa di cui l'anziano uomo si sia macchiato, ma s'ipotizza che potrebbe trattarsi dello stesso Klimt, profondamente amareggiato dalle critiche e dal rifiuto ricevuto, non solo da parte del pubblico ma anche dei suoi stessi committenti. 
Grazie alla prospettiva si crea una distinzione fra le tre rappresentanti della giustizia, poste in cima alla rappresentazione e dotate quindi di maggior significato da un punto di vista gerarchico, e il resto della composizione.
L'attenzione dell'osservatore si concentra però maggiormente, specialmente per le loro dimensioni, sulle figure in primo piano e quindi sul vecchio, vittima ed eroe dell'intera scena, e sulle tre Furie, che in quanto forze vendicatrici ed esecutrici della giustizia, sono più importanti della giustizia stessa.